# Amdoun (délégation)
Amdoun est une délégation tunisienne dépendant du gouvernorat de Béja.
En 2014, elle compte 21 187 habitants dont 10 582 hommes et 10 605 femmes répartis dans 5 004 ménages et 5 562 logements.

## Imadas
Amdoun est subdivisée en quatorze imadas.
- El Djouza
- El Fraijia
- El Ghorfa
- El Goussa
- El Hamra
- El Mejaless
- Ghazia
- Maghraoua
- Malek
- Romadhnia
- Sabah
- Tarhouni
- Zahret Medien
- Zahret Medien Sud